# ملهى القط الأسود
ملهى القط الأسود (بالفرنسية: Le Chat noir) هو ملهى ليلي وكباريه يقع في حي بيكال في الدائرة الثامنة عشرة في باريس، في سفح حي مونمارتر. قريب من مترو بيكال.
و«القط الأسود» هو ملهى حي مونمارتر الشهير، وقد تأسس في تشرين الثاني / نوفمبر 1881 من قبل رودولف ساليس الذي كان أيضاً صاحب المجلة الأسبوعية التي تحمل الاسم نفسه.
بعد عامين من حدث وفاة رودولف ساليس في عام 1897، تمَّ شِراء الصالة من قبل هنري دريفوس.
وهي تعتبر كأحد المعالم السياحية والمواقع الأثرية في باريس.
يتم المجيء إلى هذا الموقع من قبل مترو بلانش.

## التاريخ
يقع في حي بيكال، وقد أنشأها رودولف ساليس (1851-1897)، الذي وصل إلى باريس في عام 1872، يعيش كفنان، قبل أن يتصور فكرة الجمع بين الفن والشراب. كان يتصور لإنشاء القهوة "أنقى لويس الثالث عشر على غرار... مع الثريا الحديد المطاوع من الفترة البيزنطية وحيث أن الآن يتم دعوة النبلاء البرجوازيون والفلاحين للشرب "الأبسانت" وكان ذلك معتاداً لفكتور هوغو.

## مجلة القط الأسود
لضمان قوة ووجود الكاباريه أنشأ رودولف ساليس واميل غودو مجلة أسبوعية أسموها القط الأسود.

## أغنية القط الأسود
يوجد أيضاً أغنية القط الأسود، وكتبت وغنيت من قبل أريستيد بروانت يصور الملحن (الضبابية على مقاطع من جرعة متزايدة من مختلف الكحول) من الأمثال المضحكة الباريسية «يسعى لبناء ثروة حول القط الأسود في حي مونمارتر» وهناك إصدار آخر من كلمات أكثر سريالية، وبقيت سائدة حتى 1960.